# Szamuilovo
Szamuilovo (macedónul: Самоилово) település Észak-Macedóniában, a Délkeleti körzetben, a Novo Szelo-i járásban.

## Népesség
| Lakosok száma | 285  | 360  | 370  | 348  | 235  |
|               | 1981 | 1991 | 1994 | 2002 | 2021 |

- 2002-ben 348 lakosa volt, akik közül 345 macedón, 2 szerb és 1 egyéb.